# Parque nacional de Bulabog Putian
El Parque nacional de Bulabog Putian es un área protegida de las Filipinas situada en los municipios de Dingle y San Enrique, Iloilo en la isla de Panay. El parque tiene una superficie de 854,33 hectáreas a lo largo de 40 kilómetros de camino en esta selva. Establecido en 1961 en virtud de la Proclamación N º 760, el parque es conocido por albergar muchas especies de plantas endémicas y autóctonas, incluyendo el lauan rojo, Isis (Ficus ulmifolia), Niog-niogan (Ficus pseudopalma), Banato (Mallotus philippensis), y Sablot (Litsea glutinosa).